# Menhir de Selzen
Le menhir de Selzen (en allemand : menhir von Selzen), connu également sous le nom de « Hinkelstein », est un mégalithe datant du Néolithique situé près de la commune de Selzen, en Rhénanie-Palatinat (Allemagne).

## Situation
Le menhir est situé entre Selzen et Mommenheim, à une vingtaine de kilomètres au sud de Mayence.

## Description
Il s'agit d'un monolithe d'une hauteur de 3,60 m.

## Histoire
Il est découvert en 1968 dans une carrière de gravier entre Selzen et Mommenheim et a ensuite été déplacé à son emplacement actuel.